# 33 Polyhymnia
33 Polyhymnia (in italiano 33 Polimnia) è un asteroide della fascia principale.
Polyhymnia fu scoperto da Jean Chacornac il 28 ottobre 1854 all'osservatorio astronomico di Parigi (Francia) e battezzato così in onore di Polimnia, la musa greca degli inni religiosi in onore di dei ed eroi.